# Hadithen om arken

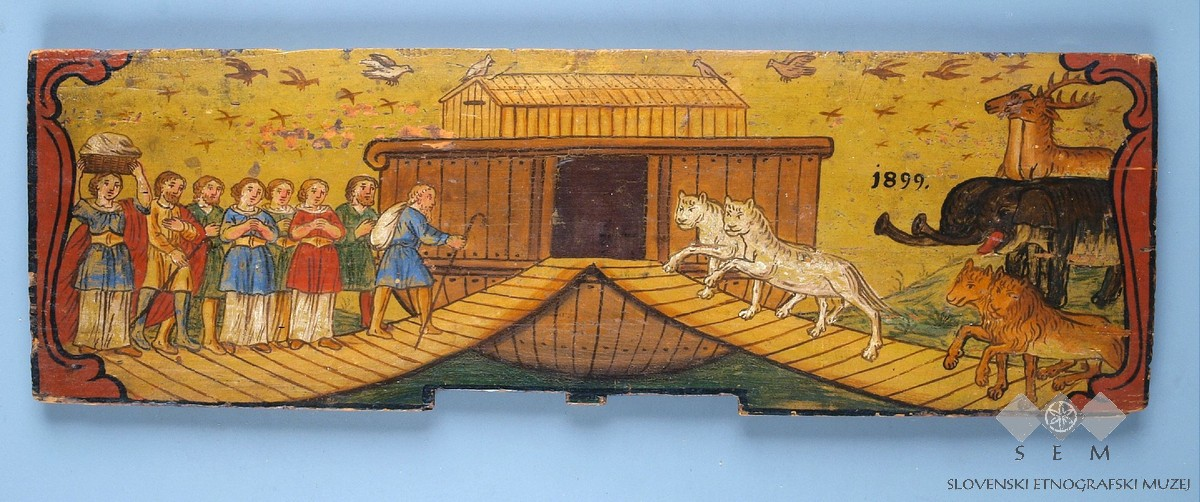
"Går ombord på Noas ark". En målning från det slovenska etnografiska museet.

Hadithen om arken (arabiska: حدیث السفینة, translit. Ḥadīth al-Safīnah) är en tradition som återberättats från den islamiske profeten Muhammed av olika återberättare, såsom Ali ibn Abi Talib, Abu Dhar al-Ghifari (känd som Sadiq) och Abdallah ibn al-Abbas. I denna tradition jämför Muhammed sitt hushåll (Ahl al-Bayt) med Noas ark, och som den enda vägen till räddning i ett hav av mörker, avvikelser, påhitt och begär. Enligt imamiterna är De tolv imamerna Uli al-Amr (De med auktoritet), som är som Noas ark, och Koranen refererar till dem i vers 33:33. Både shiitiska och sunnitiska lärda är överens om att profeten återberättat denna hadith.
I Hakim Nayshaburis bok al-Mustadrak ’ala al-Sahihayn har det i en autentisk hadith återberättats från Muhammed att han sa att hans Ahl al-Bayt är som Noas ark. Den som går ombord på den finner räddning, och den som går ifrån den drunknar.